# Nenad Miljenović
Nenad Miljenović (nacido el 8 de abril de 1993 en Belgrado, Serbia) es un jugador de baloncesto serbio  que pertenece a la plantilla del Košarkarski klub Union Olimpija. Con 1,94 metros de altura, juega en la posición de base.

## Trayectoria deportiva
Nenad Miljenovic ha sido un jugador reconocido en las edades de formación. Tras su etapa de Junior, donde llegó hasta la final de la NIJT  en 2010 (ganó INSEP), en su último año fue incorporado por el KK Partizan de Belgrado a mitad de temporada.
El joven base que cuenta con una plata en el Europeo U18 celebrado en Polonia en 2011, y un bronce en el Europeo U16 celebrado en 2009 en Lituania.
En agosto de 2015, el  Cajasol-Banca Cívica ha llegado a un acuerdo con el jugador del Mega Leks las dos últimas campañas, donde cuajó una gran última temporada, con unos promedios de 13.3 puntos y 4.6 asistencias en la Liga Adriática y 12.4 puntos y 4.6 asistencias en la liga serbia.
Abandona el KK Mega Vizura siendo el mejor pasador de la Liga Adriática. Su promedio es uno de los más altos de toda Europa con 8.5 por encuentro
Es el segundo jugador más valorado de la Liga Adriática y el séptimo mejor anotador.